# Giovanni Anselmo
Giovanni Anselmo (* 5. August 1934 in Borgofranco d’Ivrea; † 18. Dezember 2023 in Turin) war ein italienischer Bildhauer und Objektkünstler und wichtiger Vertreter der Arte Povera.

## Leben und Werk
Giovanni Anselmo kam als eines von vier Kindern in Borgofranco d’Ivrea, einer Gemeinde unweit von Turin, zur Welt. Er studierte Malerei an der Kunsthochschule Turin und arbeitete eine Zeit als Maler. In den frühen 1960er Jahren versuchte er bereits sich von der konventionellen Malerei zu lösen, die für ihn „etwas unverwirklichbares“ habe.
Als eine nachhaltige künstlerische Prägung beschreibt er ein Naturschauspiel als Schlüsselerlebnis auf einem morgendlichen Spaziergang im August des Jahres 1965 auf der Insel Stromboli. Er habe hier plötzlich gemerkt, dass er keinen Schatten warf, die Morgensonne stand in einem zu flachen Winkel. Sein Vision war, dass sein „unsichtbarer Schatten“ sich im Unendlichen wieder mit dem Licht vereinen würde. Die Beschäftigung mit den Phänomenen und Kräften der Natur wurde zu seinem künstlerischen Lebensziel.

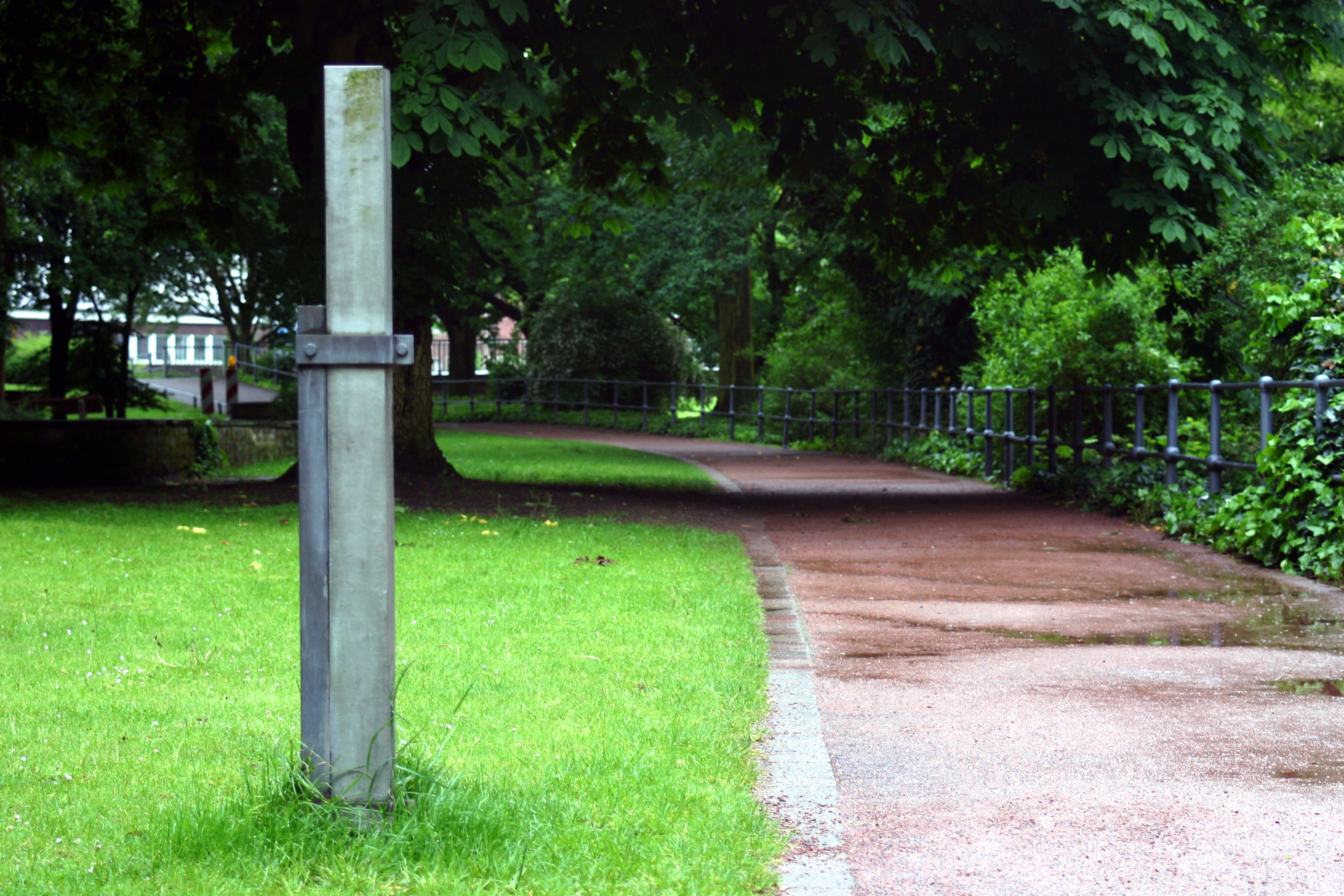
„Verkürzter Himmel“, 1987, Aapromenade, Münster

Giovanni Anselmo Kunstwerke beinhalten seine lebenslange Auseinandersetzung mit den Naturkräften. Er verwendete häufig rohe Materialien, wie grobe Holzklötze, Eisenstangen, Granitblöcke und verschiedene andere Materialien für seine Objekte.
Er war Teilnehmer der Documenta 5 in Kassel im Jahr 1972 in der Abteilung Individuelle Mythologien: Prozesse und auch auf der Documenta 7 im Jahr 1982 als Künstler vertreten; zudem auch auf der Die Endlichkeit der Freiheit im Jahr 1990.
Anselmo starb am 18. Dezember 2023 im Alter von 89 Jahren.